# Tommy Craze
Tomasz Krause (* 11. November 1995 in Polen) besser bekannt als Tommy Craze auf YouTube ist ein australisch-polnischer englischsprechender YouTuber.

## Leben
Craze ist mit 3 Schwestern aufgewachsen. Er lebt in Australien.

## YouTube-Karriere
Er gründete seinen YouTube-Kanal damals noch adf789 im April 2007 mit nur 12 Jahren. Er macht Videos über die Kultur des neuen und alten Hip-Hops. Nach eigener Aussage macht er diese Videos um Leuten die Hip-Hop Kultur näherzubringen und etwas darüber zu lehren, außerdem möchte er zeigen was man erreichen kann wenn man etwas liebt, egal was andere davon halten oder ob sie es für möglich halten.
Bis Mai 2023 hat Craze über 2,9 Millionen Abonnenten und über 438 Millionen Aufrufe erreichen können. Sein Hauptvideoformat ist das Reagieren auf und Bewerten von Musik und Künstlern, insbesondere im Bereich des Hip-Hops und Rap. Zu einem seiner Formate gehört auch,  brandneue Rap-Songs anzuhören und zu bewerten. Dabei ist er auf den Rapper "Lil Loaded" aufmerksam geworden. Dieser konnte nach Craze's Video bis zu seinem Tod im Mai 2021 sehr große Bekanntheit erlangen.

## Meist aufgerufene Videos auf YouTube
Stand Mai 2023
- 1. GENIUS INTERVIEWS vs REAL SONGS 2020 AUTOTUNE vs NO AUTOTUNE (18 Millionen Aufrufe)[4]
- 2. POPULAR RAP SONGS WITHOUT AUTOTUNE 2019 (13 Millionen Aufrufe)[5]
- 3. MODERN RAP SONGS WITHOUT AUTOTUNE 2020 (10 Millionen Aufrufe)[6]